# Vazquez Sounds
Vazquez Sounds — музыкальное трио, образованное родными братьями и сестрой — (вокал, клавишные/гитара/бас-гитара) Абелардо (Abelardo), (ударные) Густаво (Gustavo) и (вокал) Ангела (Angela) Васкес (Vázquez) (возраст 24, 21 и 18 лет соответственно) в городе Мехикали, штата Нижняя Калифорния в Мексике. Они стали известны своей кавер-версией песни Adele «Rolling in the Deep», которая получила более 200 миллионов просмотров, став сенсацией интернета, и даже принесло им эфирное время на испанском телевидении, CNN en Español, VH1 and Good Morning America.

## Происхождение
В 2011 году Густаво и Абелардо Васкес репетировали в студии своего отца и интерпретировали несколько песен. Затем они пригласили свою сестру Энджи (Ангелу Васкес, род. 2001) и решили интерпретировать «Rolling In The Deep» Адель. Абелардо решил записать видео вместе со своим отцом, который помог ему произвести монтаж видеоклипа. В течение недели видео было залито на YouTube и на сегодняшний день имеет 234 миллионов просмотров.
Почему именно «Rolling In The Deep»? На это было несколько причин: Во первых в песне используются инструменты, на которых играют Густаво и Абелардо, а Энджи отлично поет эту песню. Во вторых — эта песня на английском языке, который является международным и используется во всем мире, что поспособствовало популярности их видеоклипа. Vazquez Sounds признались, что записывали это видео для удовольствия, как хобби, не думая, что оно произведет такой эффект и станет настолько популярным.

## Творчество
В настоящий момент записали 17 каверов (представлены в порядке выхода):
- Rolling in the Deep
- All I Want For Christmas Is You
- Forget You
- The Show
- I Want You Back
- Let it be
- Skyscraper
- Time After Time
- Next To Me
- I Love Rock'n Roll
- Blowin in the wind
- Complicated
- Best Day Of My Life
- If ain't got you
- Riptide
- Almost is never enough
- Be more barrio

И свои песни :
- Gracias a Ti
- Te soñaré
- ¡Me voy!
- Me Haces Despegar
- En Mi, No En Ti
- El Dolor Se Fue
- Cuando La Noche Llega
- Invencible
- Tu Amor Me Salvara
- Vitamina D
- Volare

## Личная жизнь
Абелардо, Густаво и Энджи Васкес в настоящее время ходят в школу. Они являются детьми Глории Васкес и музыкального продюсера Абелардо Васкес, который работал с такими мексиканскими группами, как Reik, Nikki Clan and Camila. Vazquez Sounds используют студию своего отца, чтобы записывать и редактировать свою музыку.

## Карьера
Vazquez Sounds выпустили свой кавер «Rolling In The Deep» Адель 10 ноября 2011 года на YouTube. Сингл попал на мексиканской Топ 100 Chart, достигнув седьмого места, и стал платиновым в AMPROFON. 12 декабря 2011 года, было сообщено, что трио подписали контракт с Sony Music. Они выпустили свой второй сингл, исполнив «Все, что я хочу на Рождество», 13 декабря 2011 года. 17 января 2012 года, был выпущен кавер «Forget You» по Cee Lo Green.
Ангела Васкес (род. 17 января 2001), более известная как Энджи, вокалирует для группы. Энджи хочет быть хорошей матерью когда подрастёт. Она всё ещё играет со своими куклами, любит кататься на велосипеде и школьные каникулы. Так же любит своих родителей, которые поддерживают группу, является большой поклонницей Адель и очень близкa со своими братьями.
Густаво Васкес (род. 15 мая 1998) играет на ударных, любит футбол и бейсбол. Он играет на барабанах с семилетнего возраста. В школе ему хорошо даётся математика. Любит Рокер Трэвис.
Абелардо Васкес (род. 23 декабря 1995) играет на гитаре, бас-гитаре и фортепиано. Он учился играть на бас-гитаре у своего отца. Любит футбол, теннис и другие подвижные игры. Является поклонником Джона Майера и Maroon 5.